# Aire d'attraction de Nonancourt - Saint-Lubin-des-Joncherets
L'aire d'attraction de Nonancourt - Saint-Lubin-des-Joncherets est un zonage d'étude défini par l'Insee pour caractériser l’influence de la commune de Nonancourt sur les communes environnantes.

## Définition
L'aire d'attraction d'une ville est composée d’un pôle, défini à partir de critères de population et d’emploi ainsi que d’une couronne constituée des communes dont au moins 15 % des actifs travaillent dans le pôle. Le pôle d’attraction constitue ainsi un point de convergence des déplacements domicile-travail,.

## Type et composition
L’aire d'attraction de Nonancourt - Saint-Lubin-des-Joncherets est une aire inter-régionale qui comporte 2 communes : une située dans l'Eure et une en Eure-et-Loir (Saint-Lubin-des-Joncherets). 
Elle est catégorisée dans les aires de moins de 50 000 habitants, une catégorie qui regroupe 12,2 % au niveau national.

### Carte

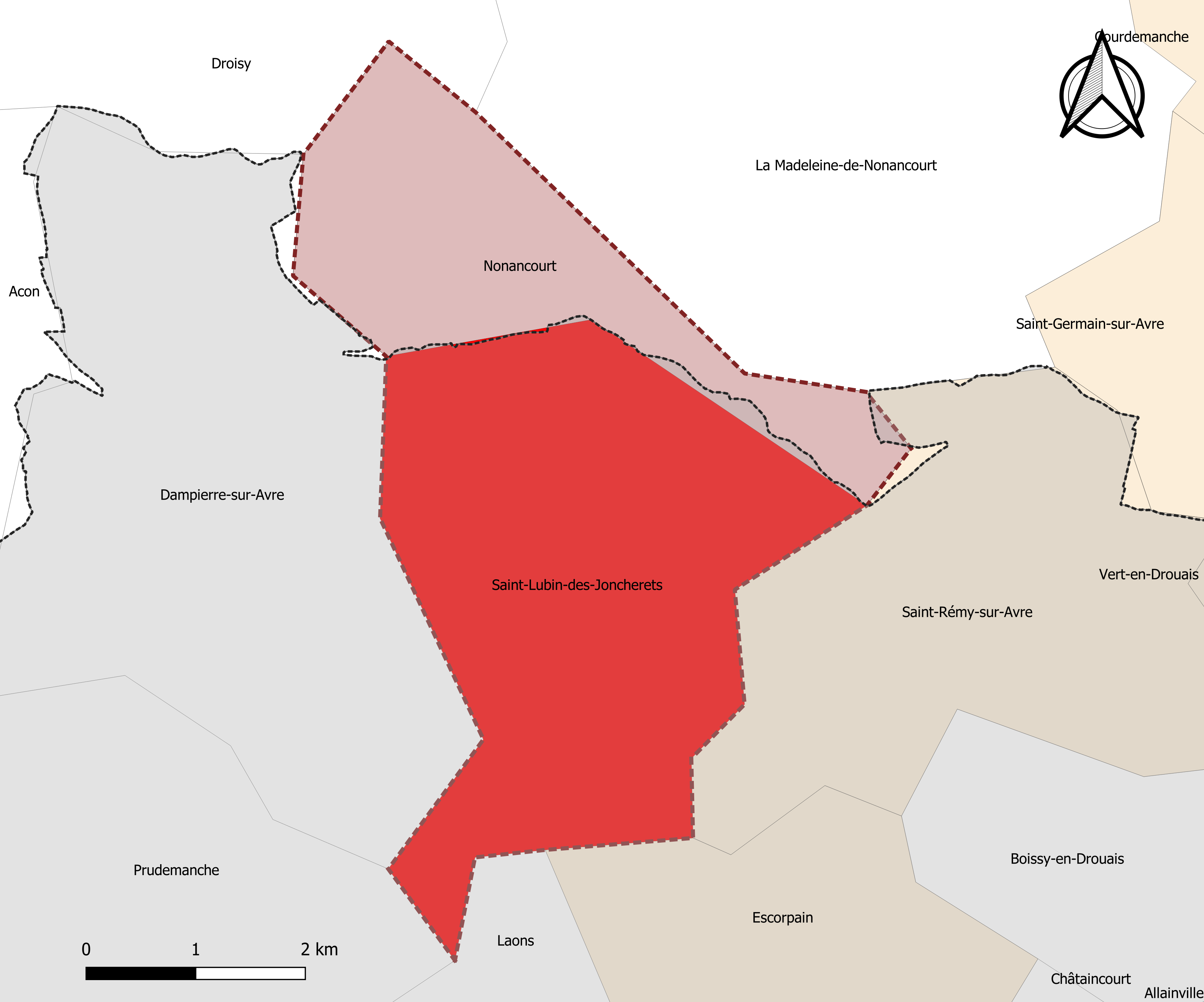
Carte de l'aire d'attraction de Nonancourt - Saint-Lubin-des-Joncherets.
Commune-centre
Commune du pôle principal

### Composition communale
| Nom                                         | Code Insee | Département  | Statut                    | Superficie (km2) | Population (dernière pop. légale) | Densité (hab./km2) | Modifier                                    |
| ------------------------------------------- | ---------- | ------------ | ------------------------- | ---------------- | --------------------------------- | ------------------ | ------------------------------------------- |
| Saint-Lubin-des-Joncherets (commune-centre) | 28348      | Eure-et-Loir | commune-centre            | 14,46            | 4 129 (2022)                      | 286                | modifier les données · modifier les données |
| Nonancourt                                  | 27438      | Eure         | commune du pôle principal | 7,21             | 2 300 (2022)                      | 319                | modifier les données · modifier les données |